# Necrofobia
Pour plus de détails, voir Fiche technique et Distribution.
Necrofobia est un giallo argentin en relief coproduit, coécrit, réalisé et co-monté par Daniel de la Vega et sorti en 2014. 

## Synopsis
Peu après la mort de son frère jumeau, les proches de Dante sont sauvagement assassinés.  

## Fiche technique
- Titre original : Necrofobia
- Titre français :
- Titre québécois :
- Réalisation : Daniel de la Vega
- Scénario :
- Direction artistique :
- Décors : Walter Cornás
- Costumes :
- Photographie : Mariano Suárez
- Son :
- Montage : Martín Blousson, Daniel de la Vega et Guille Gatti
- Musique : Claudio Simonetti
- Production : Daniel de la Vega et Néstor Sánchez Sotelo
- Sociétés de production : Del Toro Films et Furia Films
- Distribution :  Primer Plano Film Group
- Budget :
- Pays d’origine :  Argentine
- Langue : Espagnol
- Format : Couleur
- Genre : Film d'horreur
- Durée : 75 minutes
- Dates de sortie :
- États-Unis : septembre 2014 (Fantastic Fest)
  -  Argentine : 24 novembre 2014

## Distribution
- Hugo Astar
- Julieta Cardinali
- Luis Machín
- Gerardo Romano
- Viviana Saccone
- Raúl Taibo